# Франц Йозеф Гал
Франц Йозеф Гал (на немски: Franz Joseph Gall) е немски лекар-анатом, който основава един от най-оспорваните клонове на съвременната невронаука – френологията.

## Биография
Роден е на 9 март 1758 г. в Пфорцхайм, Германия. Завършва медицина в Страсбургския университет. Като студент с най-голям интерес той посещава лекционните курсове по неврология. Най-силно младия лекар се увлича по архитектониката на главния мозък, която по това време още остава недостатъчно изследвана.
След като завършва образованието си в Страсбург, Гал заминава за Виена, за да специализира при известния по това време холандски лекар Герхард Ван Суитен. Той посвещава цялата си духовна енергия на изучаването на мозъчната цитоархитектоника и на подробно хистологично изследване на бялото и сивото мозъчно вещество. С модерните си невроанатомични изследвания в областта на мозъка и функционалната специализация на полукълбата, Гал поставя началото на основната си теоретична парадигма, останала в историята на науката под името френология. Той прави многобройни дисекции на умрели хора и животни, за да потвърди хипотезата си, според която съществува зависимост между специфичните издатини на черепа и менталните способности на хората.
Един от основните приоритети в работата на Гал е да очертае значението на големината на мозъка, за да може чрез тези емпирично получени данни да изгради нова универсална антропометрична система.